# ویتوریو آریگونی
ویتوریو آریگونی (به ایتالیایی: Vittorio Arrigoni) (زاده ۴ فوریه ۱۹۷۵، درگذشته ۱۵ آوریل ۲۰۱۱) یک نویسنده، وبلاگنویس، گزارشگر و فعالِ حقوقِ بشرِ ایتالیایی بود.

## کارها
وی از ۲۰۰۸ تا زمان کشته‌شدنش با جنبش اتحاد جهانی (ISM) کار می‌کرد. آریگونی یک پایگاه اینترنتی را اداره می‌کرد به نام رادیو آریگونی و تجربه‌های خود را از جنگ غزه بین حماس و اسرائیل چاپ کرد. آریگونی در ماهِ اوتِ سالِ ۲۰۰۸ در جنبشِ غزه را آزاد کنید و با هدفِ شکستنِ محاصرهٔ غزه به‌دستِ اسرائیل شرکت کرد و در نخستین قایقی بود که به بندرِ غزه وارد شد وی آن لحظه را یکی از شادترین و احساسی‌ترین لحظه‌های عمرِ خود شمرده بود. وی پسین‌ترها مجموعه‌ای از گزارش‌های خود از غزه را در کتابی به‌نامِ Restiamo umani منتشر کرده بود. این کتاب به زبان‌های انگلیسی، اسپانیایی، آلمانی و فرانسه ترجمه شده‌است.
او توسط افرادی که احتمالاً اعضای یک گروه فلسطینی سلفی بوده‌اند کشته شد. قتل او به‌طور گسترده توسط گروه‌های گوناگون فلسطینی محکوم شد.

## زندگی‌نامه
آریگونی در شهر بسنانه در بریانزا نزدیک مونزا در ۴ فوریه ۱۹۷۵ به‌دنیا آمد. او زادگاه خود را در بولچیکو، یک روستای کوچک در نزدیکی دریاچه کومو را ترک کرد و به عنوان یک داوطلب در سراسر جهان (شرق اروپا، آمریکای جنوبی، آفریقا و خاورمیانه) در سال ۲۰۰۲ شروع به کار کرد.